# Хэнаньская операция
Хэнаньская операция (яп. 予南作戦) или Сражение за Южную Хэнань (кит. 豫南会战) — японская военная операция, проводившаяся на юге провинции Хэнань с 25 января по 12 февраля 1941 года во время японо-китайской войны (1937—1945).

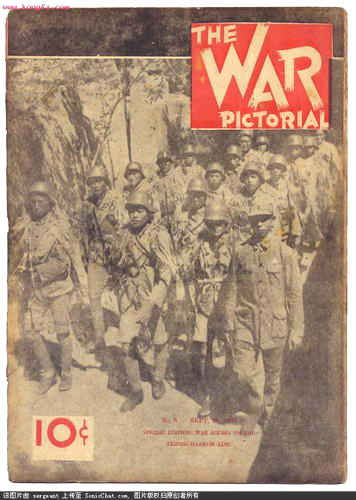
Китайские пехотинцы. Обложка журнала

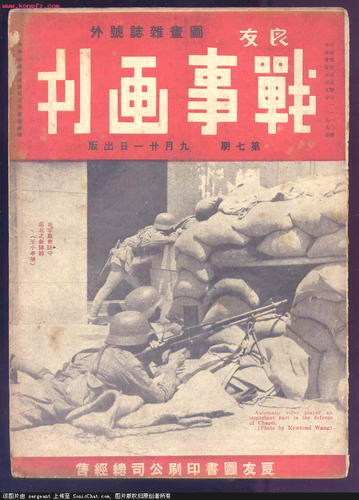
Китайские пулеметчики. Обложка журнала

Японское командование решило воспользоваться конфликтом между гоминьдановским правительством и КПК из-за Новой 4-й армии и нанести поражение 31-й группе армий генерал-лейтенанта Тан Эньбо. 2 января 1941 года японской разведкой было обнаружено, что группа армий Тан Эньбо, местонахождение которой было неизвестно с середины октября, находится в районе Суйпина и Сянчэна и частично контролирует железную дорогу из Пекина в Ухань.
В середине января 1941 года японское командование сконцентрировало семь пехотных дивизий, одну кавалерийскую бригаду и три танковых полка 11-й армии общей численностью более 100 000 человек, чтобы начать наступление на юг провинции Хэнань. 
Раним утром 25 января японская армия тремя колоннами, имея танковые части, начала наступление на север. 3-я дивизия и часть 4-й дивизии на левом фланге атаковали Биян, Гаойи и Синдянь и далее в направлении Уяна, 17-я дивизия и часть 15-й дивизии, в центре, атаковали севернее Мингана вдоль железной дороги до Сипина, 40-я дивизия, бывшая на правом фланге, атаковала от Чжэнъяна до Шанцая. Японские ВВС направили десятки боевых самолетов для координации действий и постоянно бомбардировали позиции китайских защитников. 
Наступление японских войск развивалось очень медленно, так как район боевых действий был чрезвычайно труден для продвижения. За первые десять дней темп продвижения в среднем не превышал 2,5 км в сутки. Чтобы не изматывать свои войска, японское командование использовало главным образом танковые подразделения, которые расчищали путь пехоте. 
26 января японские войска прорвали позиции обороняющихся и заняли линию Биян, Гаойи, Синдянь и Кэшань. 27 числа они продвинулись к линии (с востока на запад) Чуньшуй, Шаэдянь и Чжумадянь. Китайская 31-я группа армий прибегла к тактике отступления: одной частью (13-я армия) в направлении перевала Сянхэ, другой (85-я армия) — в направлении Сянцай, чтобы затем контратаковать фланги противника. 
Китайское командование перебросила 2-ю группу армий генерала Сунь Ляньчжуна, которая двинулась на север со стороны Сянъяна, чтобы помочь армиям Тан Эньбо. 
29 января японский левый и правый фланги подверглись атаке со стороны 13-й и 85-й китайских армий в районе Цзегуантина и Шанцая соответственно, что привело к тяжелым для японцев потерям.
30 января японская центральная колонна была разделена на две группы. Основные силы направились от Сипина к Уяну, а другая группа атаковала от Суйпина к Шанцаю, пытаясь координировать свои действия с двумя фланговыми колоннами для совместной атаки на китайскую армию. 31 января японская армия захватила Уян и Шанцай.
31 января командованию 3-й дивизии в результате прослушивания телефонных разговоров стало известно, что китайская армия использует Наньян в качестве узла связи, поэтому они запросили у штаба 11-й армии разрешение атаковать город. Штаб одобрил это, и 3-я дивизия 1 февраля отошла от Шэнцзиня, двинулась на запад, разгромила часть 59-й армии и 4 февраля захватила Наньян. 
К этому времени китайские войска перешли в контрнаступление. 13-я армия отбила Уян и немедленно преследовала японскую армию в направлении Наньяна. 6 февраля японская 3-я дивизия покинула город и отступила в сторону Танхэ и Бияна. 
В это же время японская 17-я дивизия и части 15-й и 4-й дивизий, отступившие на юг от Уяна, подверглись атакам китайской армии возле перевала Сянхэ, понесли тяжелые потери и отступили на юг. К 7 февраля все японские войска отошли в район Синьяна. Операция не достигла цели и закончилась провалом.
Во время операции было убито или ранено более 9000 японских солдат и 16 000 китайских.